# 존 세카다
후안 프란시스코 세카다 라미레스(스페인어: Juan Francisco Secada Ramírez, 1961년 10월 4일 ~ )는 존 세카다(영어: Jon Secada)라는 이름으로 잘 알려진 쿠바 태생의 미국 가수이다. 그는 두 번의 그래미 어워드를 수상했고 1,500만 장의 음반을 판매하여 가장 많이 팔린 라틴 음악가 중 한 명이다. 그의 음악은 펑크, 솔 음악, 팝, 라틴 타악기가 융합되어 있다.
세카다는 글로리아 에스테판, 리키 마틴 그리고 제니퍼 로페즈를 위해 곡을 썼다. 그는 루치아노 파바로티와 투어를 했고 짐 브릭만, 올리비아 뉴턴존 그리고 프랭크 시나트라와 함께 듀엣으로 녹음했다.
세카다는 PBS에서 방영하는 미국 국회의사당에서 매년 열리는 독립기념일 콘서트인 캐피틀 포스에서 여러 차례 공연을 했다.